# Russ Method
Russell G. Method (* 27. Juni 1897 in Duluth, Minnesota, USA; † 17. Oktober 1971 in Two Harbors, Minnesota) war ein US-amerikanischer American-Football-Spieler. Er spielte für die Duluth Kelleys/Eskimos und die Chicago Cardinals in der National Football League (NFL).

## Spielerlaufbahn
Russ Method besuchte in Duluth die High School und nahm als Soldat am Ersten Weltkrieg teil. Im Jahr 1923 unterschrieb er einen Profivertrag bei den Duluth Kelleys, die von Joey Sternaman trainiert wurden. 1926 schlossen sich die späteren Mitglieder in der Pro Football Hall of Fame John McNally, Ernie Nevers und Walt Kiesling der Mannschaft aus Duluth an, die noch in diesem Jahr in Duluth Eskimos umbenannt wurde. An der Erfolglosigkeit der Mannschaft änderte dies jedoch nichts. Method gewann mit seiner Mannschaft lediglich 16 von 39 Spielen. Nach einem weiteren Spieljahr mussten die Eskimos den Spielbetrieb einstellen. Für die Saison 1929 schloss sich Method den Chicago Cardinals an um nach einer Saison seine Laufbahn zu beenden. Russ Method war ein außergewöhnlich harter und zäher Spieler. Während seiner Laufbahn brach er sich insgesamt 14 mal die Nase.

## Nach der Spielerlaufbahn
Method arbeitete nach seiner Spielerkarriere bis zum Jahr 1962 in der Stahlindustrie und setzte sich danach zur Ruhe. Er lebte bis zu seinem Tod in Chicago und starb auf einer Urlaubsreise.

## Quelle
- Chuck Frederick: Leatherheads of the North. The true Story of Ernie Nevers & the Duluth Eskimos. X-communication, Duluth MN 2007, ISBN 978-1-887317-32-0.